# Trabea
 (novembre 2009).
Si vous disposez d'ouvrages ou d'articles de référence ou si vous connaissez des sites web de qualité traitant du thème abordé ici, merci de compléter l'article en donnant les références utiles à sa vérifiabilité et en les liant à la section « Notes et références ».

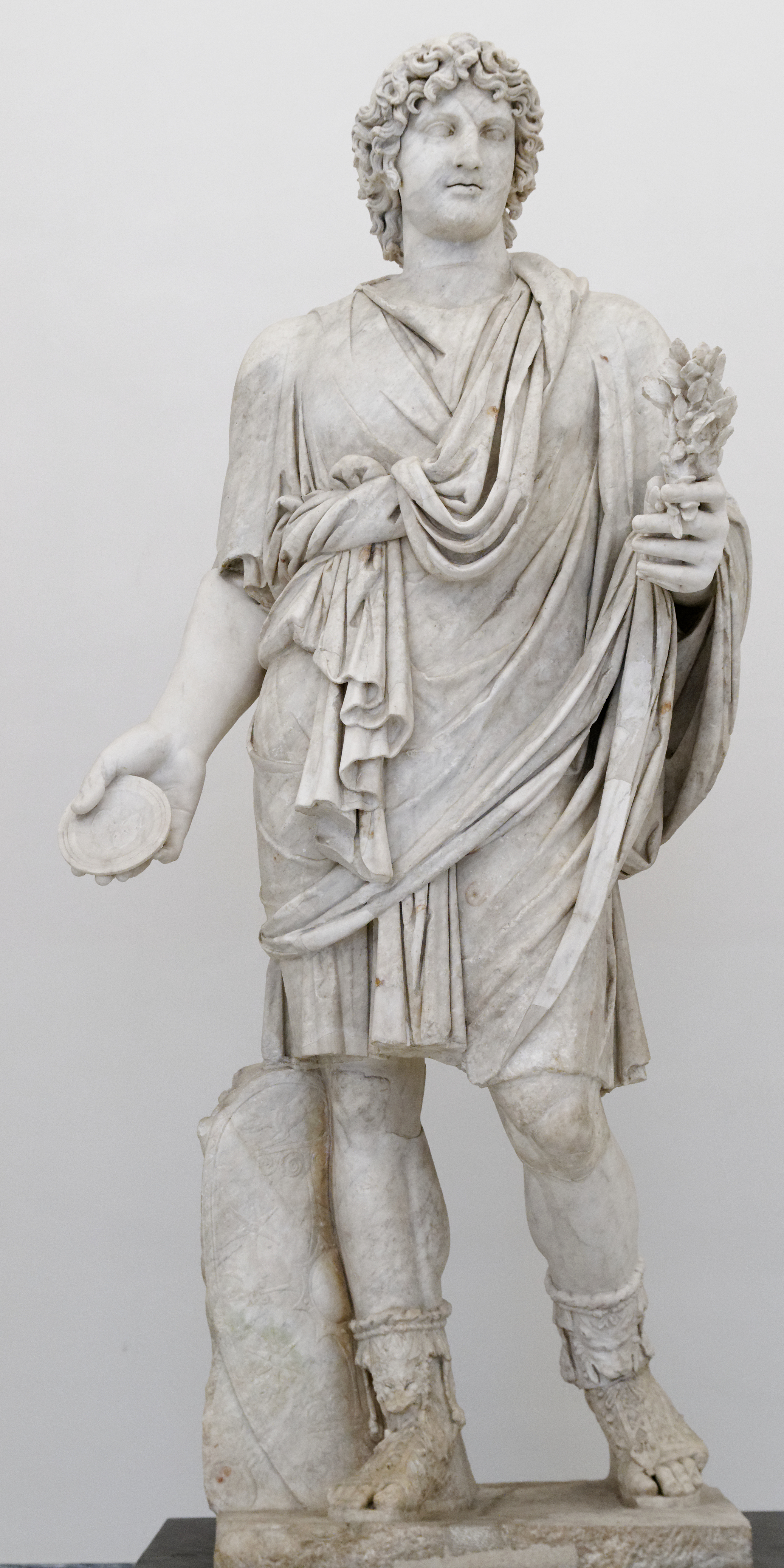
Le Lare Farnèse, sculpture en marbre datée du, montrant un jeune homme vêtu d'une toge de type trabea.

Une trabée (en latin trabea) est une toge pourpre ou composée de bandes de couleurs pour les cérémonies d'apparat de la Rome antique. 

## Usage
Elle était en usage chez les Étrusques, et était primitivement un insigne royal sous la monarchie romaine. Après l'expulsion des rois, elle fut réservée :
- aux consuls quand ils ouvraient les portes du temple de Janus,
- aux prêtres Saliens dans la danse des armes,
- aux chevaliers dans diverses cérémonies, en particulier lors de leur défilé équestre annuel (la Transvectio equitum ou decursio equitum).

Ce n'était pas pour autant un vêtement d'origine guerrière, car il a été porté, dans les premiers siècles de la République, par des prêtres tels que les augures ou les flamines (le Flamen Dialis et le Flamen Martialis), dont les attributions étaient loin d'avoir un caractère militaire. 
Dans le théâtre latin ce costume caractérise l'ordre des chevaliers : il y a d'ailleurs des comédies trabeata. Le port de la trabée persiste jusque sous le Bas-Empire. Peut-être se confond-elle alors avec la vestis palmata ou picta.

## Forme
La trabée, comme l'indique son étymologie (trabs), était ornée de bandes. Mais nous ignorons comment ces bandes étaient disposées. Suétone distinguait trois sortes de trabées : 
- celle qui était consacrée aux dieux, entièrement de en pourpre (on remarquera qu'il n'est pas question ici de trabes) ;
- celle des rois, en pourpre, avec une partie blanche (album aliquid) ;
- celle des augures, en pourpre et safran (ou écarlate).

Denys d'Halicarnasse nous apprend de plus que la trabée des Saliens était bordée de pourpre avec des bandes écarlates, et que celle des chevalier, avec les mêmes trabes écarlates, était entièrement de pourpre. 
Un relief romain du Musée Pio-Clementino représente une decursio de chevaliers aux obsèques d'Antonin le Pieux, et Tacite nous apprend que les chevaliers, en de telles occurrences, revêtaient la trabée. On peut donc identifier cette trabée avec le manteau représenté : plus court que la toge et agrafés sur l'épaule droite, c'est une sorte de chlamyde dont la présence de l'agrafe semble être caractéristique. Il est très probable que la trabée consulaire ne différait de celle-ci ni pour la forme, ni pour les dimensions.